# Ирен Жакоб
Вижте пояснителната страница за други личности с името Жакоб.
Ирѐн Марѝ Жако̀б (на френски: Irène Marie Jacob) е швейцарска актриса от френски произход. 
Жакоб е родена на 15 юли 1966 г. в Париж, но отива да живее в Женева със семейството си съвсем малка.

## Избрана филмография
- „Четворката“ (2001)
- „Животът ми дотук“ (1999)
- „Щатски шерифи“ (1998)
- „Инкогнито“ (1997)
- „Отело“ (1995)
- „Отвъд облаците“ (1995)
- „Три цвята: червено“ (1994)
- „Тайната градина“ (1993)
- „Двойственият живот на Вероника“ (1991)